# Gari (socken)
Gari (kinesiska: 嘎日乡, 嘎日) är en socken i Kina. Den ligger i provinsen Sichuan, i den sydvästra delen av landet, omkring 240 kilometer sydväst om provinshuvudstaden Chengdu. Antalet invånare är 7 697. Befolkningen består av 3 606 kvinnor och 4 091 män. Barn under 15 år utgör 35 %, vuxna 15-64 år 59 %, och äldre över 65 år 4,0 %.
Genomsnittlig årsnederbörd är 1 391 millimeter. Den regnigaste månaden är juli, med i genomsnitt 272 mm nederbörd, och den torraste är januari, med 7 mm nederbörd.